# Миёккук
Миёккук (кор. 미역국) или суп из водоролей, — это не острый корейский суп, основным ингредиентом которого является миёк (кор. 미역), морские водоросли. Традиционно его подают на день рождения в честь матери, а также женщинам, родившим ребёнка, в течение нескольких месяцев после родов.

## Подготовка

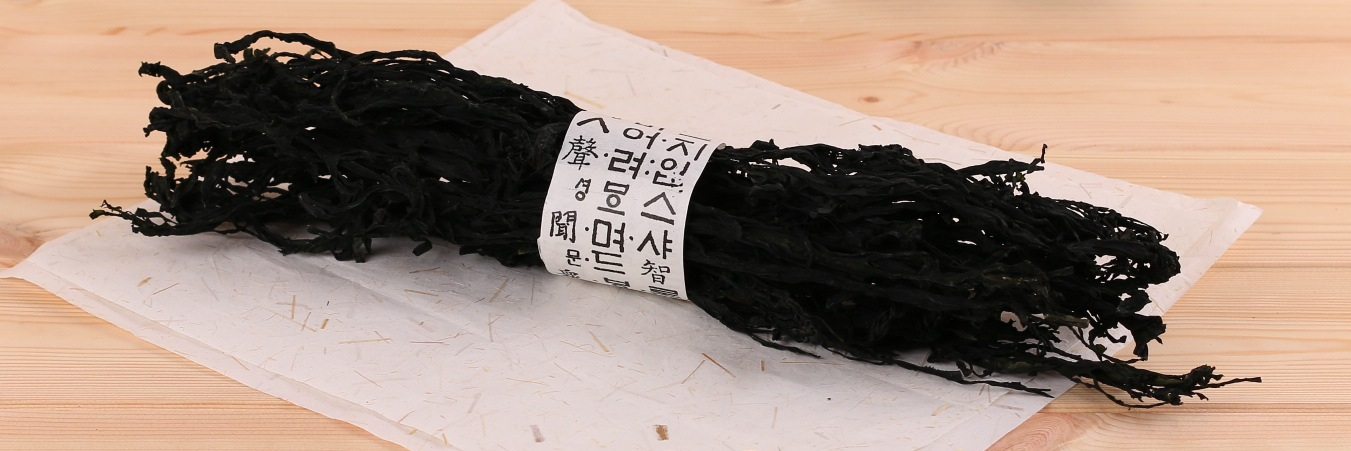
Миёк в сушёном виде

Миёккук — это корейский суп, который отличается от многих других отсутствием острых ингредиентов. Основным ингредиентом является миёк, также известный как морская горчица. Обычно его готовят из сушёного продукта, который представляет собой коричневые запутанные нити. Для приготовления водоросли замачивают, процеживают, нарезают, обжаривают с чесноком и кунжутным маслом, а затем варят в говяжьем или рыбном бульоне.

## История и культура

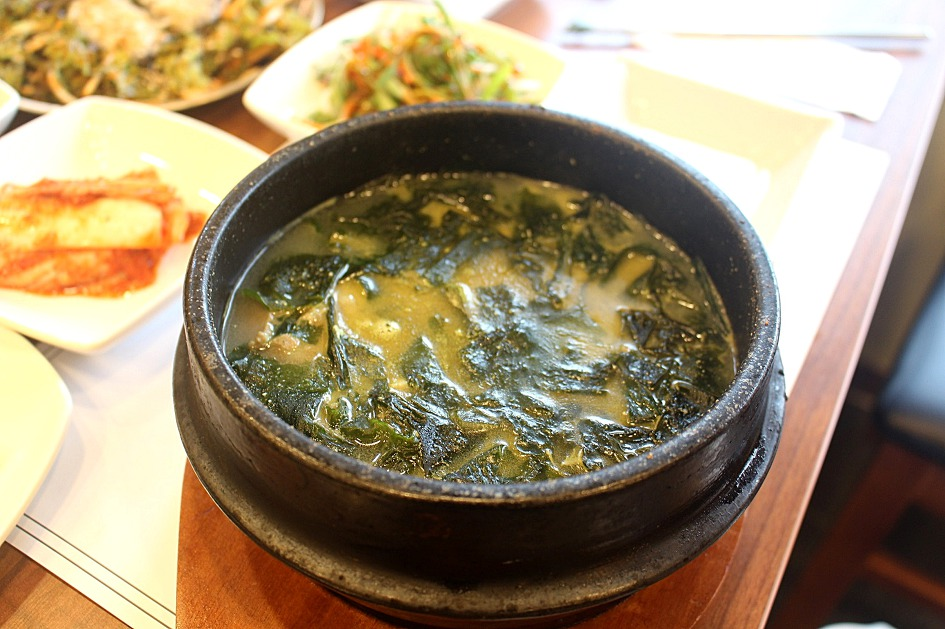
Суп Миёккук

После родов женщины традиционно употребляют суп из морских водорослей в течение нескольких месяцев. Считается, что эта практика восходит к периоду государства Когурё и возникла, когда люди заметили, что киты едят морские водоросли после родов. Традиционно этот суп символизирует и почитает Самсин Хальмони — богиню, помогающую женщинам в период беременности и родов.. Также считается, что люди, употребляющие этот суп в свой день рождения, выражают благодарность своим матерям за рождение.
В Корее суп из морских водорослей (миёккук) часто едят на завтрак в день рождения в честь матери. Во время празднования дня рождения гостям подают миёккук вместе с рисовыми лепёшками и другими традиционными блюдами. Кроме того, этот суп регулярно употребляют и в течение остального года. Он является популярным гарниром к рису.

## Польза для здоровья
Морские водоросли являются хорошим источником витамина K, который играет важную роль в процессе свёртывания крови. Употребление миёккука, содержащего около чашки морских водорослей, позволяет женщинам получить около 22% от рекомендуемой суточной нормы витамина K, а мужчинам — около 29%.

## Народное поверье
В словаре, опубликованном Обществом хангыля в 1957 году, выражение «есть миёккук» определено как «фраза, означающая распад или ликвидацию организации». Считается, что это выражение возникло из-за того, что при расформировании армии Чосон люди не могли прямо выразить своё горе, вместо этого они говорили: «Я съел миёккук».